# Walkershöfe
Walkershöfe ist ein Gemeindeteil der Stadt Ellingen im Landkreis Weißenburg-Gunzenhausen (Mittelfranken, Bayern). Walkershöfe liegt in der Gemarkung Ellingen.

## Lage
Der Weiler liegt in stark welligem Schichtstufengelände zwischen Zollmühle im Nordosten und Hörlbach im Südwesten, rund 2,5 Kilometer nordwestlich von Ellingen. Im Norden schließt sich ein Waldgebiet an, südlich befindet sich ein kleiner Weiher und die Quelle des Walkershöfer Weihergrabens, während nördlich der Vordere Troppelgraben entlang fließt. Nördlich verläuft die Grenze zur Gemeinde Pleinfeld. Östlich führt die Bahnstrecke Donauwörth–Treuchtlingen vorbei.